# Marco Hofschneider
Marco Hofschneider (Berlino, 18 ottobre 1969) è un attore tedesco, noto per aver interpretato il ruolo biografico di Solomon Perel nel film Europa Europa.

## Biografia
Marco Hofschneider è nato il 18 ottobre 1969 a Berlino, in Germania. Ha un fratello maggiore, René Hofschneider, anch'egli attore.
Hofschneider ha esordito come attore nel 1990 nel film sulla Seconda Guerra Mondiale Europa Europa, nel quale interpreta Solomon Perel. Inizialmente il ruolo doveva essere assegnato al fratello di Marco, René, ma la produzione del film subì un ritardo e René risultò troppo anziano per il ruolo che venne così affidato a Marco.
Nel 1994 recitò nel film Amata immortale, film basato sulla vita di Ludwig van Beethoven, accanto a Gary Oldman e nel 1996 è nel cast de L'isola perduta accanto a Marlon Brando, David Thewlis e Val Kilmer. Altri film degni di nota da lui interpretati sono Urban Legend: Final Cut (2000), Luther - Genio, ribelle, liberatore (2003) e Die Ermittlung: Oratorium in 11 Gesängen (2024).
Hofschneider ha recitato anche in numerose serie televisive tra cui Eurocops, Un caso per due, Tatort, Seven Days, Wolff - Un poliziotto a Berlino, Squadra Speciale Cobra 11, Squadra speciale Lipsia, Hamburg Distretto 21, Il commissario Schumann, La nave dei sogni - Viaggio di nozze, Squadra Speciale Colonia e 14º Distretto.

## Filmografia

### Cinema
- Europa Europa, regia di Agnieszka Holland (1990)
- Les dents de ma mère, regia di Jean-Christophe Bouvet - cortometraggio (1991)
- Le mirage, regia di Jean-Claude Guiguet (1992)
- Foreign Student, regia di Eva Sereny (1994)
- Amata immortale (Immortal Beloved), regia di Bernard Rose (1994)
- L'isola perduta (The Island of Dr. Moreau), regia di John Frankenheimer e Richard Stanley (1996)
- Dolphins, regia di Farhad Yawari - cortometraggio (1999)
- Urban Legend: Final Cut, regia di John Ottman (2000)
- Luther - Genio, ribelle, liberatore (Luther), regia di Eric Till (2003)
- Crossing Paths, regia di vari registi - cortometraggio (2008)
- Anniken, regia di vari registi - cortometraggio (2009)
- Die Alraune und das Schwert, regia di Nesrin Bachir - cortometraggio (2015)
- Die Haut der Anderen, regia di Thomas Stiller (2018)
- Das Spray, regia di Uwe Flade - cortometraggio (2022)
- Die (un)langweiligste Schule der Welt, regia di Ekrem Ergün (2023)
- Die Ermittlung: Oratorium in 11 Gesängen, regia di RP Kahl e Christoph Gampl (2024)

### Televisione
- Hurenglück, regia di Detlef Rönfeldt – film TV (1991)
- Eurocops – serie TV, 1 episodio (1992)
- Mutter mit 16, regia di Horst Kummeth – film TV (1992)
- Un caso per due (Ein Fall für zwei) – serie TV, 3 episodi (1992-1994)
- Polizeiruf 110 – serie TV, 2 episodi (1993-1994)
- Der König von Bärenbach – serie TV, 6 episodi (1994-1995)
- Tatort – serie TV, 5 episodi (1995-2024)
- Rosa Roth – serie TV, 1 episodio (1996)
- Wolkenstein – serie TV, 1 episodio (1996)
- Liebesfeuer, regia di Hartmut Schoen – film TV (1997)
- Modern Vampires, regia di Richard Elfman – film TV (1998)
- Seven Days – serie TV, 1 episodio (1997)
- Wolff - Un poliziotto a Berlino (Wolffs Revier) – serie TV, 2 episodi (1995-1999)
- Squadra Speciale Cobra 11 (Alarm für Cobra 11) – serie TV, 2 episodi (1998-2019)
- Chicken Soup for the Soul – serie TV, 1 episodio (1999)
- Schloßhotel Orth – serie TV, 1 episodio (1999)
- Die Cleveren – serie TV, 1 episodio (2000)
- Mord im Swingerclub, regia di Hans Werner – film TV (2000)
- 008 - Agent wider Willen, regia di Olaf Götz – film TV (2000)
- Stefanie (Der Feind an meiner Seite), regia di Hans Werner – film TV (2000)
- Für alle Fälle Stefanie – serie TV, 1 episodio (2001)
- Squadra speciale Lipsia (SOKO Leipzig) – serie TV, 1 episodio (2002)
- Der Bergdoktor – serie TV, 1 episodio (2005)
- Nuclear Secrets, regia di vari registi – miniserie TV, 2 episodi (2007)
- Hamburg Distretto 21 (Notruf Hafenkante) – serie TV, 2 episodi (2008-2019)
- SOKO Wismar – serie TV, 3 episodi (2008-2019)
- Wilsberg – serie TV, 1 episodio (2011)
- Küstenwache – serie TV, 1 episodio (2012)
- In aller Freundschaft – serie TV, 1 episodio (2014)
- Il commissario Heller (Kommissarin Heller) – serie TV, 1 episodio (2014)
- Angst in meinem Kopf, regia di Thomas Stiller – film TV (2018)
- Praxis mit Meerblick – serie TV, 2 episodi (2018-2019)
- Die Kanzlei – serie TV, 1 episodio (2019)
- Der Bulle und das Biest – serie TV, 1 episodio (2019)
- Die Klempnerin – serie TV, 1 episodio (2019)
- Il commissario Schumann (Der Kriminalist) – serie TV, 1 episodio (2020)
- Deutschland 89, regia di Randa Chahoud e Soleen Yusef – miniserie TV, 1 episodio (2020)
- La nave dei sogni - Viaggio di nozze (Kreuzfahrt ins Glück) – serie TV, 1 episodio (2020)
- Ultima traccia Berlino (Letzte Spur Berlin) – serie TV, 1 episodio (2021)
- Squadra Speciale Colonia (SOKO Köln) – serie TV, 1 episodio (2021)
- Medici in corsia (In aller Freundschaft - Die jungen Ärzte) – serie TV, 1 episodio (2022)
- 14º Distretto (Großstadtrevier) – serie TV, 1 episodio (2023)

## Doppiatori italiani
Nelle versioni in italiano delle opere in cui ha recitato, Marco Hofschneider è stato doppiato da:
- Giorgio Borghetti in Europa Europa
- Stefano Benassi in L'isola perduta